# 유제호 (2000년)
유제호(劉帝頀, 2000년 8월 15일 ~ )는 대한민국의 축구 선수로 현재 광주 FC에서 미드필더로 뛰고 있다.